# جنازه (فیلم)
«جنازه» (انگلیسی: Dead Body (film)) یک فیلم است که در سال ۲۰۰۲ منتشر شد.